# Beloziorka (Penza)
|  | Per a altres significats, vegeu «Beloziorka». |

Beloziorka - Белозёрка (rus) és un poble de l'óblast de Penza. Rússia. El 2010 no tenia cap habitant.